# NGC 7128
NGC 7128 est un jeune amas ouvert situé dans la constellation du Cygne. Il a été découvert par l'astronome germano-britannique William Herschel en 1786.
Selon la classification des amas ouverts, cet amas renferme entre 50 et 100 étoiles (la lettre m), dont la concentration est moyenne (II) et dont les magnitudes se répartissent sur un grand intervalle (le chiffre 3),. Le catalogue Lynga est plutôt d'avis que la concentration de l'amas est forte. Selon Lynga, 35 étoiles sont membres de l'amas, ce qui contredit sa classification, ce qui n'est pas rare.

## Observation
Avec une magnitude visuelle de 9,7, on peut observer l'amas avec des jumelles dont l'ouverture est d'au moins 80 mm ou avec un petit télescope.

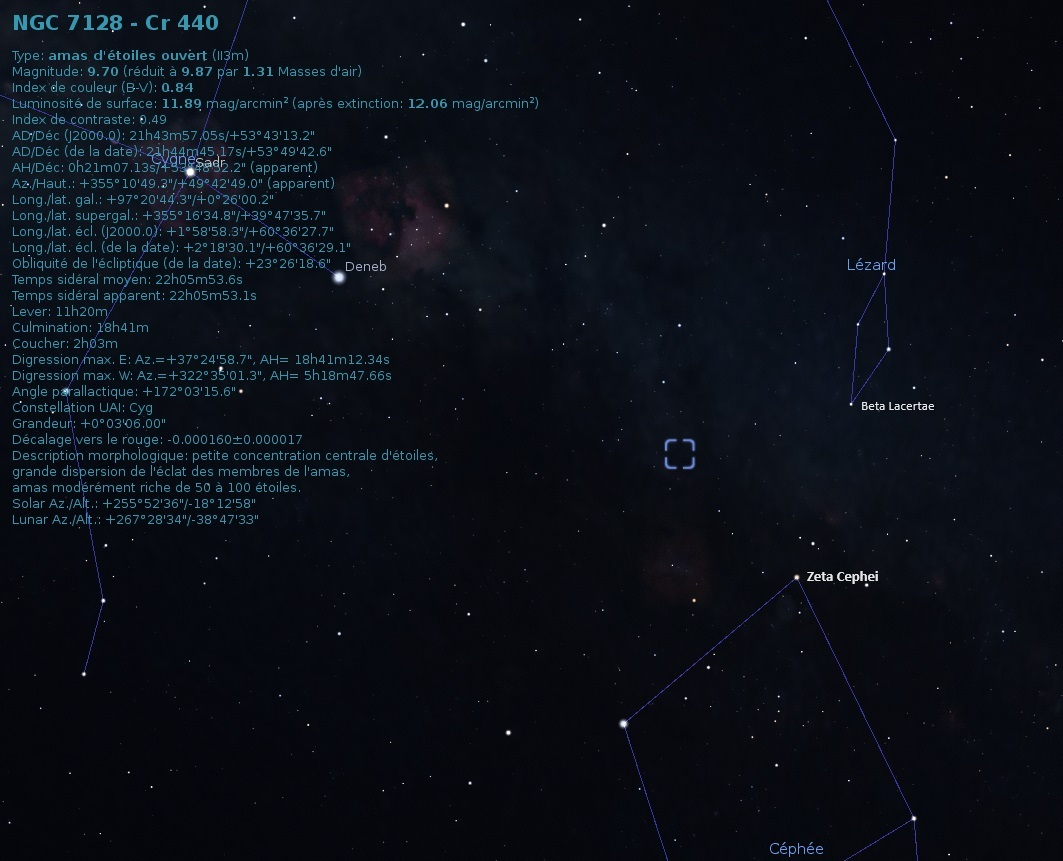
Localisation de NGC 7128 dans la constellation du Cygne (Stellarium).

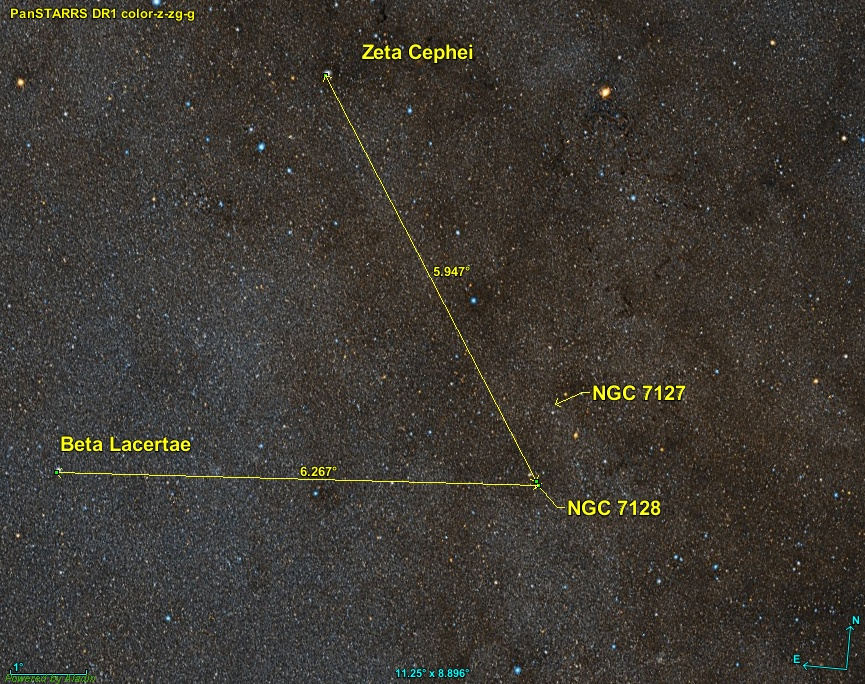
Position de NGC 7128 par rapport deux étoiles.

NGC 7128 est assez éloigné des étoiles brillantes du ciel de la Terre. Il est situé près des frontières des constellations de Céphée et du Lézard, à environ 6,3 degrés presque directement à l'est de l'étoile Beta Lacertae et à 5,9 degrés de Zeta Cephei. NGC 7128 est aussi voisin de NGC 7127, un autre amas ouvert dans la constellation du Cygne.

## Caractéristiques
Certaines caractéristiques apparaissent sur la base de données Simbad, mais une publication très récente (2023) basée sur les mesures de la parallaxe par le satellite Gaia a permis une mise à jour importante des données. Les données du « GAIA EARLY DATA RELEASE 3 (GAIA EDR3) » ont également permis aux auteurs (Almeida, Monteiro et Dias) de cette publication d'estimer la masse de 773 amas ouverts, dont celle de NGC 7128 qui est de 1366 ± 273 {\displaystyle M_{\odot }}.

### Distance, taille et vitesse
Cet amas est à 3 133 ± 184 pc du système solaire.
La base de données Simbad indique quatre valeurs de la distance: 4 824 ± 908 pc, 4 199 pc, 2 313 pc et 952 ± 37 pc et 778 pc. La distance moyenne de cet échantillon est de 3 241 ± 157 pc (∼10 600 al). Seule la dernière valeur est compatible avec la distance proposée par Almeida, Monteiro et Dias.
Selon les sources, la taille apparente de l'amas 3′ ou 4′ (3,5 ± 0,5'), ce qui, compte tenu de la distance de 3 133 ± 184 pc et grâce à un calcul simple, équivaut à une taille réelle de 10,4 ± 2,1 al.
Quatre vitesses sont aussi indiquées sur la base de données Simbad: 4,916 832 ± 5,490 49 km/s,, −59,59 ± 15,69 km/s, −54,930 ± 0,53 km/s et −48,20 ± 1,93 km/s. La vitesse moyenne de ces trois valeurs est de −54,2 ± 5,7 km/s.

### Métallicité
Simbad rapporte trois valeurs de la métallicité, soit -0,140, -0,032 et -0,141. Selon Almeida et ses collègues, la métallicité de l'amas est égale à 0,0460 ± 0,0310. Selon cette valeur, le pourcentage d'éléments lourds (plus lourd que l'hydrogène et l'hélium) de cet amas serait compris entre 104% et 119% (100,028 ± 0,065) de celui du Soleil.

### Âge
Webda et Lynga indiquent un âge de 17,9 millions d'années (log10=8,233),, ce qui est presque le même âge de 15,5 millions d'années préconisé par Almeida.

## Les étoiles de M39
Le logiciel Aladin du centre de données astronomiques de Strasbourg permet d'identifier les étoiles les plus brillantes dans le voisinage de l'amas. Les caractéristiques de ces étoiles sont aussi disponibles sur la base de données Simbad.
| Num # | Nom             | α                | δ                 | type | P (mas)         | d (pc)      | μα* (mas/an) | μδ* (mas/an) | mV         | Rem           |
| ----- | --------------- | ---------------- | ----------------- | ---- | --------------- | ----------- | ------------ | ------------ | ---------- | ------------- |
| #1    | Gaia (1)        | 21h 43m 44.5928s | 53° 44′ 55.7769″  |      | 0,2569 ± 0,0166 | 3893 ± 252  | -3,939       | -4,155       | 14,425947A |               |
| #2    | V* V2351 Cyg    | 21h 43m 47.7504s | 53° 44′ 46.9348″  |      | 0,4565 ± 0,016  | 2191 ± 77   | -3,592       | -5,116       | 13,038777A | Var L P & Nm  |
| #3    | UCAC4 719-08190 | 21h 43m 28.4789s | 53° 43′ 28.4789″  |      | 0,2417 ± 0,0127 | 4137 ± 217  | -3,781       | -3,957       | 13,038777A |               |
| #4    | LS III +53 12   | 21h 43m 54.2385s | 53° 44′ 01.2005″  | B1,5 | 1,1375 ± 0,026  | 879 ± 20    | -3,891       | -1,593       | 15,98      | Nm & B E      |
| #5    | V* V2261 Cyg    | 21h 43m 55.1699s | 53° 43′ 20.8077″  |      | 0,2822 ± 0,0121 | 3544 ± 152  | -4,028       | -4,085       | 13,60      | V n           |
| #6    | Gaia (2)        | 21h 43m 57.7215s | 53° 44′ 55.01152″ |      | 0,2711 ± 0,0790 | 3689 ± 1075 | -4,166       | -4,362       | 17,531536A |               |
| #7    | V* V1481 Cyg    | 21h 43m 56.6343s | 53° 43′ 19.9378″  | B2V  | 0,2370 ± 0,0135 | 4219 ± 240  | -3,993       | -4,298       | 12,35      | V n           |
| #8    | V* V2262 Cyg    | 21h 43m 56.3078s | 53° 42′ 42.6701″  | K:I? | 0,2724 ± 0,021  | 3671 ± 283  | -4,168       | -4,213       | 10,79      | V n & Sup G c |
| #9    | V* V1814 Cyg    | 21h 43m 59.1300s | 53° 42′ 05.4770″  | B3   | 0,2518 ± 0,0243 | 3971 ± 383  | -3,995       | -4,294       | 11,20      | Var irr       |
| #10   | LS III +53 14   | 21h 44m 02.0123s | 53° 43′ 27.1204″  | B2V  | 0,2793 ± 0,0091 | 3580 ± 117  | -4,079       | -4,217       | 12,55      |               |
| #11   | V* V2263 Cyg    | 21h 44m 03.5068s | 53° 42′ 46.1096″  | B1   | 0,2781 ± 0,0102 | 3596 ± 132  | -4,002       | -4,212       | 12,29      | B E           |
| #12   | BD+53 2693 Cyg  | 21h 44m 04.3227s | 53° 42′ 11.8322″  | K2Ia | 0,2561 ± 0,0172 | 3905 ± 262  | -3,995       | -4,344       | 9,491      | Sup g         |

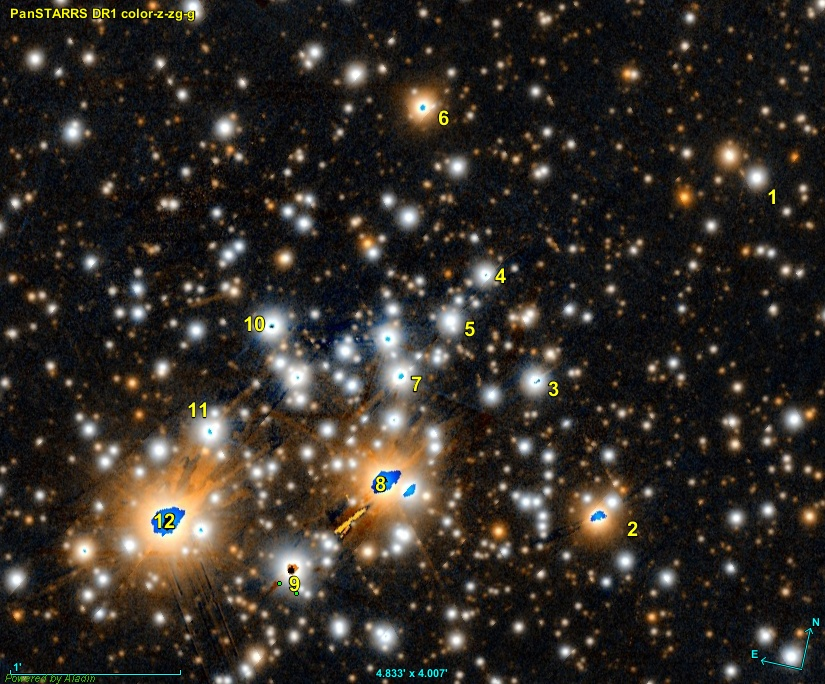
Les principales étoiles de l'amas. Le numéro de l'image correspond à la ligne du tableau.

- Gaia (1) = Gaia DR3 2173520225096333568
- Gaia (2) = Gaia DR3 2173519812779662464
- A = Dans la bande G (vert)
- Var L P = Étoile variable à longue période
- Nm = Nom membre
- B E = Binaire à éclipses
- V n = Étoile variable de type non spécifié
- Sup g c = Candidate au titre de supergéante rouge
- Sup g = Supergéante rouge
- Var irr = Étoile variable irrégulière

Simbad montre aussi un bouton nommé Children. En cliquant sur ce bouton, on atteint une section de cette base de données qui renferme un tableau contenant 455 entrées, dont 198 Children pour NGC 7128. Cependant, des étoiles (les Children) peuvent apparaître plusieurs fois dans la deuxième colonne du tableau, d'où le nombre de liens bibliographiques qui est supérieure au nombre d'étoiles. La quatrième colonne de ce tableau indique la probabilité que l'étoile appartienne à l'amas. En cliquant sur le titre de cette colonne, on peut classer la probabilité par ordre croissant ou décroissant. En cliquant sur la désignation de l'étoile, on atteint la page de Simbad qui résume ses propriétés.